# Pippenalia
Pippenalia es un género monotípico de plantas herbáceas perteneciente a la familia de las asteráceas. Su única especie: Pippenalia delphiniifolia, es originaria de México

## Taxonomía
Pippenalia delphiniifolia fue descrita por (Rydb.) McVaugh y publicado en Contributions from the University of Michigan Herbarium 9(4): 470. 1972.
Etimología
Pippenalia: nombre genérico que fue otorgado en honor de Richard Wayne Pippen.
delphiniifolia: epíteto latíno que significa "con las hojas de Delphinium".
Sinonimia
- Odontotrichum delphinifolium Rydb. basónimo[5]